# Rogue trader
Een rogue trader ('malafide handelaar') is in de breedste zin van het woord een werknemer die door onbevoegd handelen zijn werkgever benadeelt. Vaak gaat het om een handelaar in effecten, valuta, commodities of derivaten die de bank waarvoor hij werkt voor substantiële bedragen (miljoenen tot miljarden euro's of dollars) benadeelt.

## Bevoegdheid
Een rogue trader voert weliswaar het reguliere werk uit, maar overschrijdt daarbij de grenzen van zijn bevoegdheid. Dit maakt rogue trading tot een activiteit die op een grijs gebied tussen legaal en witteboordencriminaliteit ligt. Strikt genomen handelt de rogue trader immers gewoon namens zijn werkgever en heeft hij niets crimineels in de zin. Er is echter sprake van onbevoegd handelen en dat kan de werkgever en indirect de collegae benadelen.

## Gebrek aan toezicht
Veelal ontvangt een effectenhandelaar een bonus die gebaseerd is op de inkomsten die hij voor zijn werkgever genereert. Meer inkomsten betekent dus een hogere bonus. Dit kan een handelaar ertoe aanzetten om (te) veel risico te nemen. Ook kan het gebeuren dat een handelaar eerdere verliezen wil goedmaken en daardoor de situatie juist verergert. Nick Leeson wilde bijvoorbeeld via een megatransactie (een zogenaamde 'straddle') zijn verlies in een keer goedmaken maar maakte het verlies hierdoor nog erger. Veelal kan een rogue trader zijn gang gaan door onvoldoende toezicht of gebrek aan procedures van de kant van de werkgever.
Door een eventueel faillissement of sanering zullen hierdoor werknemers hun baan verliezen terwijl ze part noch deel hadden aan de activiteit van de rogue trader. Rogue traders werden in een aantal gevallen veroordeeld tot lange gevangenisstraffen.

## Nick Leeson
Leeson heeft zijn werkgever Barings Bank voor 827 miljoen Britse pond benadeeld. Dit was voldoende om Barings Bank te ruïneren (de bank werd in 1995 voor het symbolische bedrag van £ 1 overgenomen door ING Groep).
Zie het boek Rogue Trader: How I Brought Down Barings Bank and Shook the Financial World van Nick Leeson en Edward Whitley.